# Csíkos erszényesegér
A csíkos erszényesegér (Myoictis melas) az emlősök (Mammalia) osztályának az erszényes ragadozók (Dasyuromorphia) rendjéhez, ezen belül az erszényesnyestfélék (Dasyuridae) családjához tartozó faj.

## Előfordulása
Új-Guinea szigetén és a környező szigeteken honos.

## Megjelenése
A csíkos erszényesegér hátán három sáv van. Testhossza 19–24 cm, ebből a farok 1-1,5 cm. Testtömege 172-255 g.

## Életmódja
Éjjel aktív. Tápláléka rovarok, még a növényi táplálékot sem veti meg.

## Fordítás
- Ez a szócikk részben vagy egészben  a   Myoictis melas című spanyol Wikipédia-szócikk fordításán alapul.  Az eredeti cikk szerkesztőit annak laptörténete sorolja fel. Ez a jelzés csupán a megfogalmazás eredetét és a szerzői jogokat jelzi, nem szolgál a cikkben szereplő információk forrásmegjelöléseként.